# Römerbad Jagsthausen

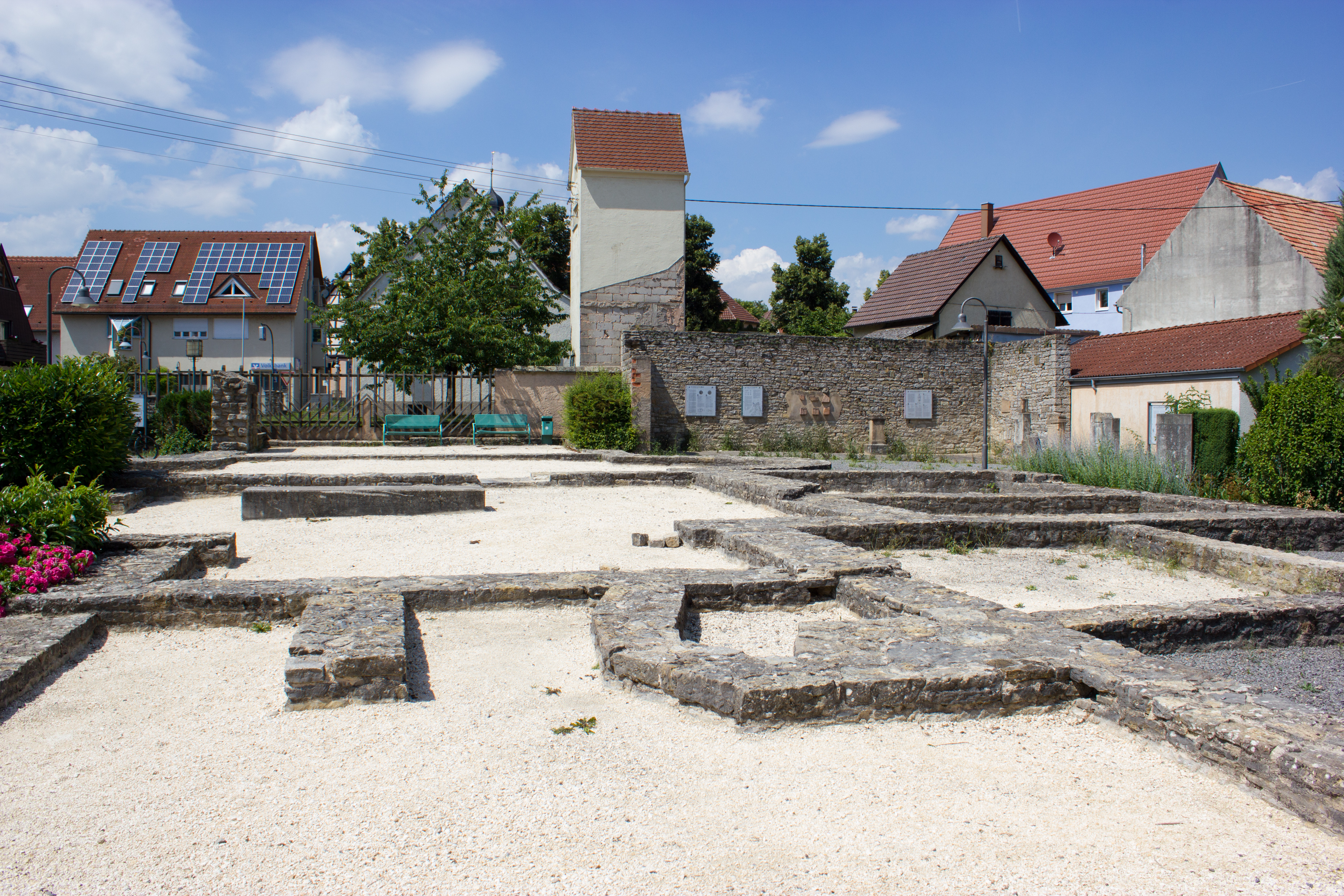
Römerbad Jagsthausen

Das Römerbad Jagsthausen ist ein kleines Freilichtmuseum in Jagsthausen im Landkreis Heilbronn in Baden-Württemberg, das im rekonstruierten Fundament eines Römerbades einige Kopien von Grabungsfunden zeigt.

## Das Kohortenkastell in Jagsthausen

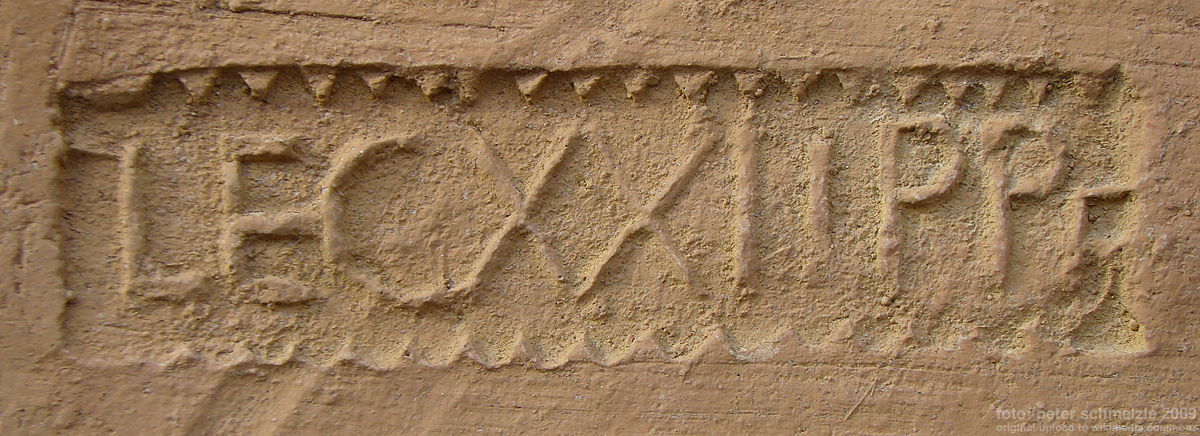
Stempel LEG XXII P PF in römischem Ziegel (Kopie)

Um das Jahr 200 n. Chr. lag Jagsthausen am Obergermanisch-Rätischen Limes, der Nordgrenze des Römischen Reiches. In etwa 400 Meter Entfernung zum Limes, im Bereich der heutigen Parkanlagen des Weißen Schlosses und der Burg Jagsthausen sowie des nördlichen Ortskerns von Jagsthausen, lag das römische Kohortenkastell Jagsthausen, östlich, südlich und westlich schloss sich eine größere Zivilsiedlung (vicus) an.
Zahlreiche ausgegrabene römische Ziegel tragen den Stempel der 22. römischen Legion Primigenia Pia Fidelis (LEG XXII P PF) und wurden wohl von dieser Legion in Nida bei Frankfurt gebrannt. Güter wie jene Ziegel wurden vermutlich auch mit Lastkähnen auf Neckar und Jagst transportiert. Die Lage des Jagsthausener Kastells an der Hohen Straße sowie an der Jagst als weiterem Verkehrsweg könnten seine Größe und Bedeutung begründen.
Das Bad wurde vermutlich gemeinsam mit dem Kastell um das Jahr 155 n. Chr. errichtet und um das Jahr 200 unter Kaiser Septimius Severus umfassend erneuert, wovon eine Renovierungsinschrift zeugt. Zwar hatte es eine stattliche Größe, doch handelte es sich nicht um prachtvolle städtische Thermen, sondern um ein vergleichsweise schlichtes balineum. Ein zweites, kleineres Bad am Ort wurde gemäß einer weiteren Inschrift in den Jahren 247/49 nochmals renoviert, bevor der Limes etwa ein Jahrzehnt später aufgegeben wurde, worauf die Bauten verfielen.

## Grabungen und museale Aufbereitung

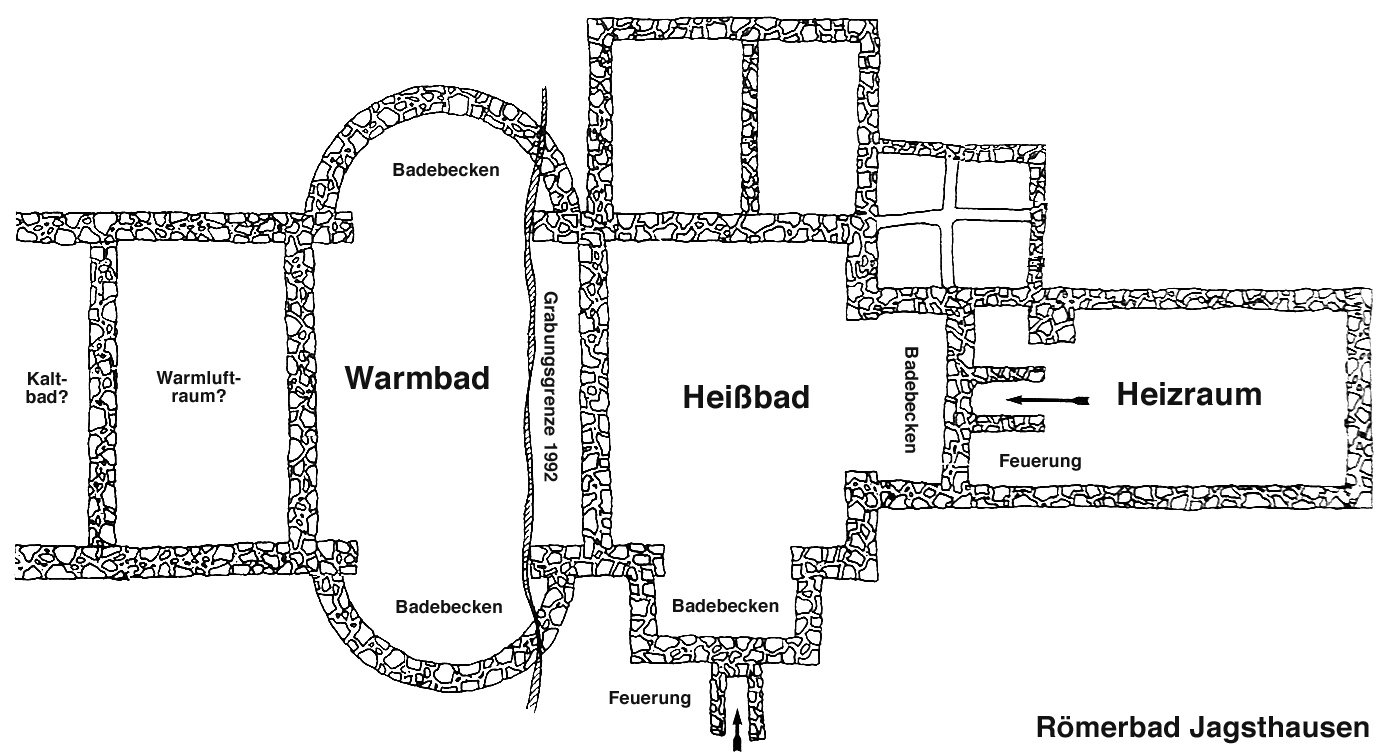
Grundriss des Römerbads in Jagsthausen

Ausgrabungen der römischen Fundamente fanden bereits im 19. Jahrhundert statt, wobei 1886 schon das kleine Badegebäude mit einer Länge von 31 Metern entdeckt wurde. Nördlich der Straße nach Olnhausen wurde in den Jahren 1908 bis 1913 ein römerzeitliches Urnenfeld mit rund 200 Urnengräbern gefunden. Das große Römerbad war auch schon seit dem 19. Jahrhundert bekannt, wurde jedoch erst im Vorfeld von 1992 geplanten Bauarbeiten durch das Landesdenkmalamt Baden-Württemberg erstmals systematisch auf einer Länge von etwa 40 Metern aufgenommen. Die in ihrem weiteren Verlauf überbauten Fundamente reichen wohl in etwa bis zur heutigen Hauptstraße weiter, wo sich vermutlich auch einst der Haupteingang zur Anlage befand.
Wegen der großen Bedeutung des Fundes verzichtete man auf die Ausführung der geplanten Bauarbeiten. Anstelle dessen wurden die Grabungen als archäologisches Reservat wieder verfüllt und darauf eine Idealrekonstruktion der Badeanlage nach den Ergebnissen der Grabung errichtet. Mit Unterstützung durch die Stiftung Würth, die Kreissparkasse Heilbronn, die Gemeinde Jagsthausen, den Landkreis Heilbronn, das Landesdenkmalamt Baden-Württemberg, die Denkmalstiftung Baden-Württemberg sowie örtliche Vereine und Gewerbetreibende wurde die Anlage als Freilichtmuseum eingerichtet, in dem neben Informationstafeln auch Kopien von römischen Funden gezeigt werden, darunter ein Veteranenstein, Altäre von Benefiziariern, Jupiteraltäre, ein Wochengötterstein und anderes.

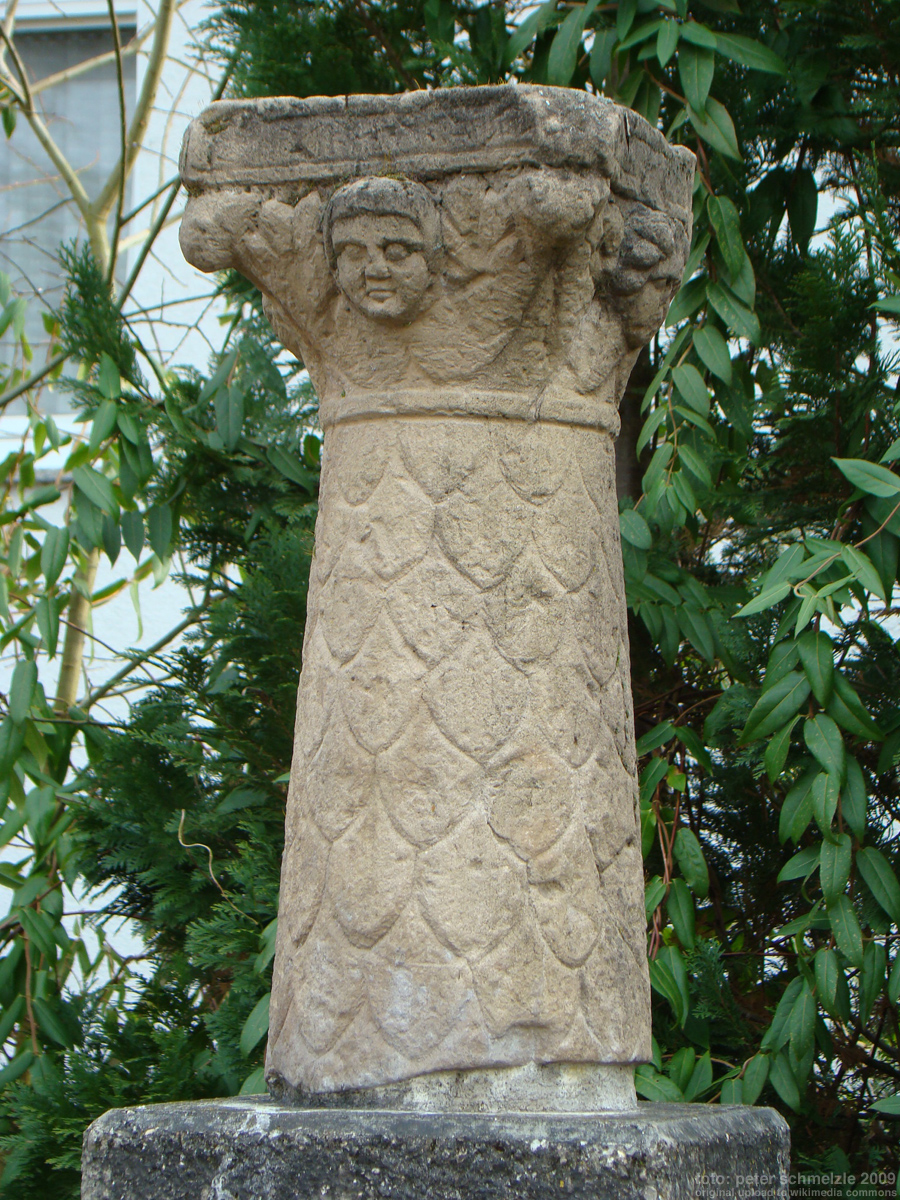
Teil einer Jupitergigantensäule
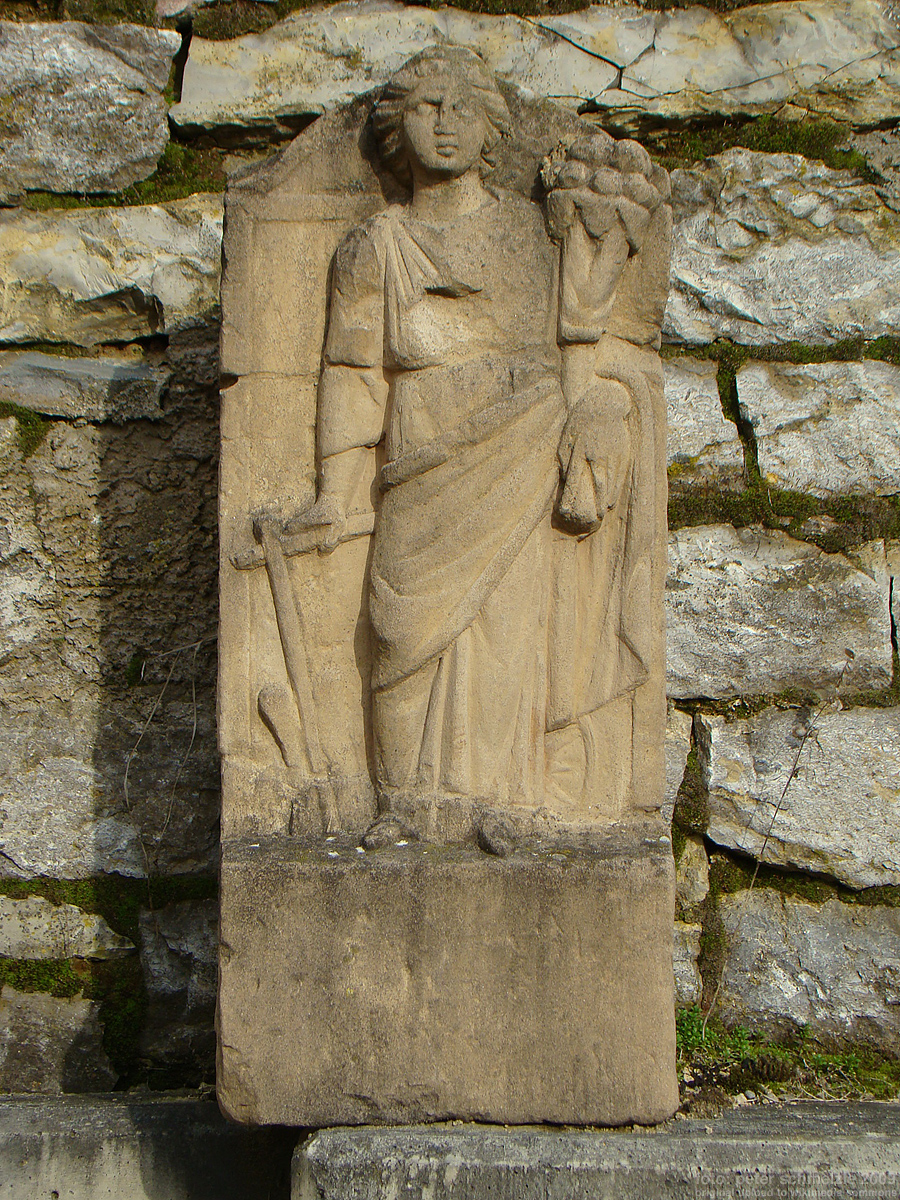
Fortuna-Relief
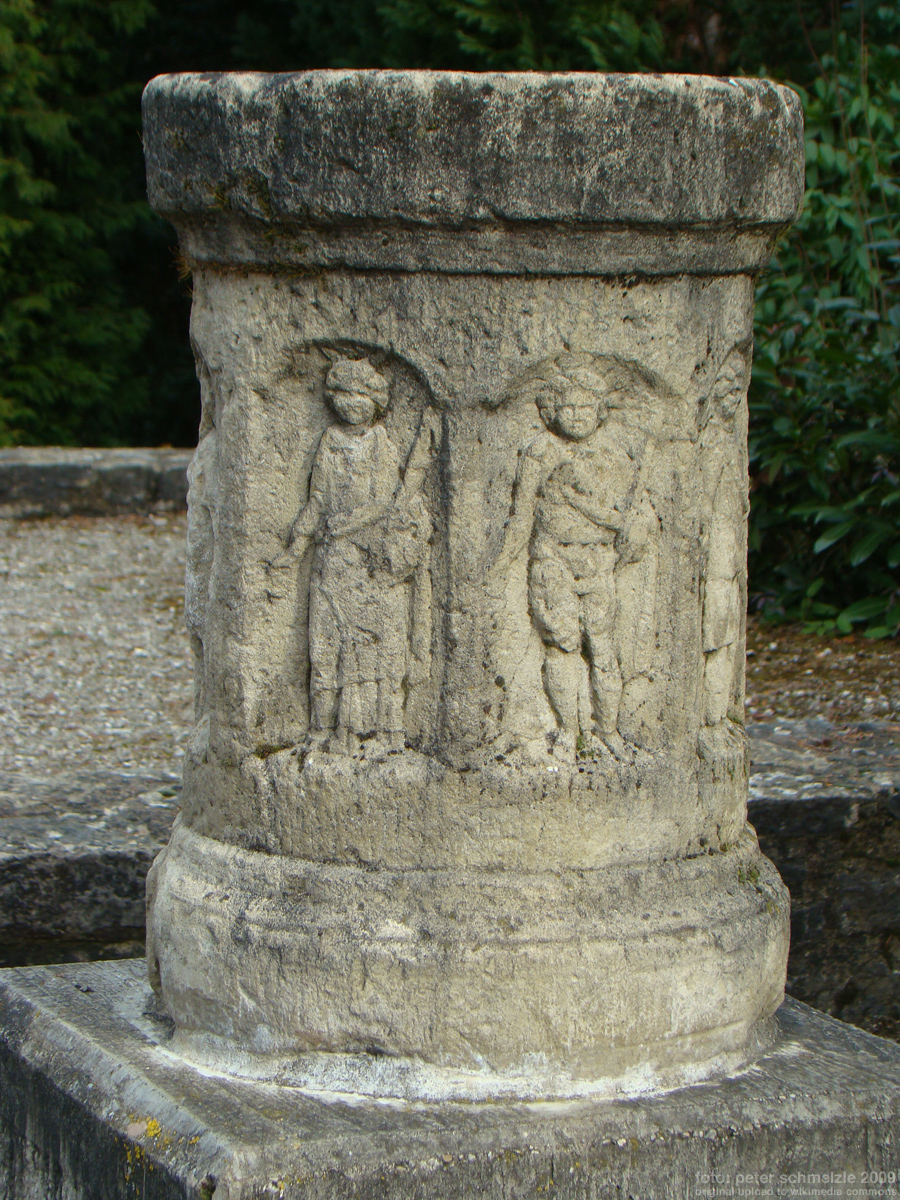
Wochengötterstein

## Denkmalschutz
Das Bodendenkmal „Römerbad Jagsthausen“ ist geschützt als eingetragenes Kulturdenkmal im Sinne des Denkmalschutzgesetzes des Landes Baden-Württemberg (DSchG). Nachforschungen und gezieltes Sammeln von Funden sind genehmigungspflichtig, Zufallsfunde an die Denkmalbehörden zu melden.